# Phrynosoma ditmarsi
Phrynosoma ditmarsi är en ödleart som beskrevs av  Leonhard Hess Stejneger 1906. Phrynosoma ditmarsi ingår i släktet paddleguaner, och familjen Phrynosomatidae. IUCN kategoriserar arten globalt som otillräckligt studerad. Inga underarter finns listade i Catalogue of Life.
Denna paddleguan förekommer i nordvästra Mexiko. Den vistas i bergstrakter och på högplatå mellan 1050 och 1425 meter över havet. Landskapet i utbredningsområdet är klippig och täckt av städsegröna blandskogar eller av lövfällande skogar och buskskogar.